# Wereldkampioenschap superbike van Oschersleben 2001
Het wereldkampioenschap superbike van Oschersleben 2001 was de elfde ronde van het wereldkampioenschap superbike en de negende ronde van het wereldkampioenschap Supersport 2001. De races werden verreden op 2 september 2001 op de Motorsport Arena Oschersleben nabij Oschersleben, Duitsland.

## Superbike

### Race 1
| Pos | Nr  | Rijder              | Constructeur | Rondes | Tijd                | Grid | Punten |
| --- | --- | ------------------- | ------------ | ------ | ------------------- | ---- | ------ |
| 1   | 1   | Colin Edwards       | Honda        | 28     | 41:23.687           | 4    | 25     |
| 2   | 11  | Rubén Xaus          | Ducati       | 28     | +3.355              | 3    | 20     |
| 3   | 155 | Ben Bostrom         | Ducati       | 28     | +15.312             | 5    | 16     |
| 4   | 5   | Akira Yanagawa      | Kawasaki     | 28     | +17.715             | 8    | 13     |
| 5   | 8   | Tadayuki Okada      | Honda        | 28     | +21.418             | 10   | 11     |
| 6   | 4   | Pierfrancesco Chili | Suzuki       | 28     | +21.693             | 13   | 10     |
| 7   | 100 | Neil Hodgson        | Ducati       | 28     | +23.071             | 1    | 9      |
| 8   | 55  | Régis Laconi        | Aprilia      | 28     | +24.734             | 7    | 8      |
| 9   | 3   | Troy Corser         | Aprilia      | 28     | +28.618             | 2    | 7      |
| 10  | 52  | James Toseland      | Ducati       | 28     | +30.064             | 9    | 6      |
| 11  | 6   | Gregorio Lavilla    | Kawasaki     | 28     | +38.195             | 12   | 5      |
| 12  | 24  | Stéphane Chambon    | Suzuki       | 28     | +59.160             | 15   | 4      |
| 13  | 7   | Juan Borja          | Yamaha       | 28     | +1:10.117           | 18   | 3      |
| 14  | 35  | Giovanni Bussei     | Ducati       | 28     | +1:11.182           | 14   | 2      |
| 15  | 27  | Bertrand Stey       | Honda        | 28     | +1:11.271           | 20   | 1      |
| 16  | 14  | Peter Goddard       | Benelli      | 28     | +1:19.140           | 21   |        |
| 17  | 46  | Mauro Sanchini      | Ducati       | 28     | +1:19.832           | 22   |        |
| 18  | 75  | Berto Camlek        | Yamaha       | 27     | +1 ronde            | 27   |        |
| 19  | 69  | Ferdinando Di Maso  | Kawasaki     | 27     | +1 ronde            | 26   |        |
| DNF | 20  | Marco Borciani      | Ducati       | 23     | Uitgevallen         | 23   |        |
| DNF | 99  | Steve Martin        | Ducati       | 21     | Ongeluk             | 11   |        |
| DNF | 21  | Troy Bayliss        | Ducati       | 21     | Uitgevallen         | 6    |        |
| DNF | 22  | Lucio Pedercini     | Ducati       | 15     | Uitgevallen         | 17   |        |
| DNF | 23  | Jiří Mrkývka        | Ducati       | 9      | Uitgevallen         | 28   |        |
| DNF | 31  | Michele Malatesta   | Kawasaki     | 1      | Uitgevallen         | 25   |        |
| DNF | 36  | Broc Parkes         | Ducati       | 0      | Ongeluk             | 24   |        |
| DNF | 51  | Martin Craggill     | Ducati       | 0      | Ongeluk             | 19   |        |
| DNF | 33  | Robert Ulm          | Ducati       | 0      | Ongeluk             | 16   |        |
| DNQ | 76  | Oddgeir Havnen      | Yamaha       | 0      | Niet gekwalificeerd |      |        |

### Race 2
| Pos | Nr  | Rijder              | Constructeur | Rondes | Tijd                | Grid | Punten |
| --- | --- | ------------------- | ------------ | ------ | ------------------- | ---- | ------ |
| 1   | 11  | Rubén Xaus          | Ducati       | 28     | 41:17.957           | 3    | 25     |
| 2   | 1   | Colin Edwards       | Honda        | 28     | +9.938              | 4    | 20     |
| 3   | 21  | Troy Bayliss        | Ducati       | 28     | +14.907             | 6    | 16     |
| 4   | 155 | Ben Bostrom         | Ducati       | 28     | +17.570             | 5    | 13     |
| 5   | 55  | Régis Laconi        | Aprilia      | 28     | +29.311             | 7    | 11     |
| 6   | 4   | Pierfrancesco Chili | Suzuki       | 28     | +29.392             | 13   | 10     |
| 7   | 6   | Gregorio Lavilla    | Kawasaki     | 28     | +29.607             | 12   | 9      |
| 8   | 8   | Tadayuki Okada      | Honda        | 28     | +29.741             | 10   | 8      |
| 9   | 5   | Akira Yanagawa      | Kawasaki     | 28     | +30.047             | 8    | 7      |
| 10  | 100 | Neil Hodgson        | Ducati       | 28     | +32.821             | 1    | 6      |
| 11  | 3   | Troy Corser         | Aprilia      | 28     | +32.947             | 2    | 5      |
| 12  | 52  | James Toseland      | Ducati       | 28     | +33.121             | 9    | 4      |
| 13  | 24  | Stéphane Chambon    | Suzuki       | 28     | +45.098             | 15   | 3      |
| 14  | 99  | Steve Martin        | Ducati       | 28     | +51.486             | 11   | 2      |
| 15  | 33  | Robert Ulm          | Ducati       | 28     | +53.782             | 16   | 1      |
| 16  | 22  | Lucio Pedercini     | Ducati       | 28     | +1:14.661           | 17   |        |
| 17  | 14  | Peter Goddard       | Benelli      | 28     | +1:15.003           | 21   |        |
| 18  | 36  | Broc Parkes         | Ducati       | 28     | +1:15.890           | 24   |        |
| 19  | 46  | Mauro Sanchini      | Ducati       | 28     | +1:20.034           | 22   |        |
| 20  | 27  | Bertrand Stey       | Honda        | 28     | +1:26.798           | 20   |        |
| 21  | 75  | Berto Camlek        | Yamaha       | 26     | +2 ronden           | 27   |        |
| DNF | 20  | Marco Borciani      | Ducati       | 26     | Uitgevallen         | 23   |        |
| DNF | 7   | Juan Borja          | Yamaha       | 16     | Uitgevallen         | 18   |        |
| DNF | 35  | Giovanni Bussei     | Ducati       | 14     | Uitgevallen         | 14   |        |
| DNF | 23  | Jiří Mrkývka        | Ducati       | 13     | Uitgevallen         | 28   |        |
| DNF | 69  | Ferdinando Di Maso  | Kawasaki     | 11     | Uitgevallen         | 26   |        |
| DNF | 51  | Martin Craggill     | Ducati       | 6      | Uitgevallen         | 19   |        |
| DNF | 31  | Michele Malatesta   | Kawasaki     | 2      | Uitgevallen         | 25   |        |
| DNQ | 76  | Oddgeir Havnen      | Yamaha       | 0      | Niet gekwalificeerd |      |        |

## Supersport
| Pos | Nr | Rijder               | Constructeur | Rondes | Tijd         | Grid | Punten |
| --- | -- | -------------------- | ------------ | ------ | ------------ | ---- | ------ |
| 1   | 99 | Fabien Foret         | Honda        | 28     | 43:00.008    | 1    | 25     |
| 2   | 7  | Pere Riba            | Honda        | 28     | +0.442       | 3    | 20     |
| 3   | 8  | Andrew Pitt          | Kawasaki     | 28     | +0.539       | 4    | 16     |
| 4   | 2  | Paolo Casoli         | Yamaha       | 28     | +0.982       | 10   | 13     |
| 5   | 69 | James Whitham        | Yamaha       | 28     | +1.288       | 14   | 11     |
| 6   | 4  | Christian Kellner    | Yamaha       | 28     | +2.218       | 5    | 10     |
| 7   | 9  | Fabrizio Pirovano    | Suzuki       | 28     | +2.353       | 15   | 9      |
| 8   | 5  | Karl Muggeridge      | Suzuki       | 28     | +2.723       | 9    | 8      |
| 9   | 14 | Christophe Cogan     | Yamaha       | 28     | +8.103       | 8    | 7      |
| 10  | 24 | Adam Fergusson       | Honda        | 28     | +12.086      | 2    | 6      |
| 11  | 23 | Dean Thomas          | Ducati       | 28     | +12.448      | 22   | 5      |
| 12  | 11 | Kevin Curtain        | Honda        | 28     | +21.004      | 25   | 4      |
| 13  | 58 | Michael Schulten     | Yamaha       | 28     | +25.883      | 6    | 3      |
| 14  | 12 | Piergiorgio Bontempi | Yamaha       | 28     | +34.096      | 16   | 2      |
| 15  | 35 | Stefano Cruciani     | Yamaha       | 28     | +47.694      | 20   | 1      |
| 16  | 65 | Jan Hanson           | Yamaha       | 28     | +47.792      | 27   |        |
| 17  | 40 | Shannon Johnson      | Honda        | 28     | +48.190      | 29   |        |
| 18  | 48 | Rico Penzkofer       | Ducati       | 28     | +48.654      | 30   |        |
| 19  | 55 | Nello Russo          | Yamaha       | 28     | +59.998      | 28   |        |
| 20  | 59 | Kyro Verstraeten     | Honda        | 28     | +1:00.188    | 24   |        |
| DNF | 16 | Christer Lindholm    | Yamaha       | 19     | Uitgevallen  | 13   |        |
| DNF | 18 | Cristiano Migliorati | Honda        | 14     | Uitgevallen  | 31   |        |
| DNF | 6  | Iain MacPherson      | Kawasaki     | 11     | Ongeluk      | 11   |        |
| DNF | 21 | Chris Vermeulen      | Honda        | 10     | Uitgevallen  | 19   |        |
| DNF | 1  | Jörg Teuchert        | Yamaha       | 7      | Ongeluk      | 7    |        |
| DNF | 37 | Katsuaki Fujiwara    | Suzuki       | 7      | Ongeluk      | 12   |        |
| DNF | 15 | Werner Daemen        | Yamaha       | 3      | Uitgevallen  | 17   |        |
| DNF | 68 | Steve Plater         | Honda        | 2      | Ongeluk      | 18   |        |
| DNF | 44 | Antonio Carlacci     | Ducati       | 1      | Ongeluk      | 23   |        |
| DNF | 22 | Vittoriano Guareschi | Ducati       | 0      | Ongeluk      | 26   |        |
| DNF | 31 | Vittorio Iannuzzo    | Suzuki       | 0      | Ongeluk      | 21   |        |
| DNS | 17 | Ivan Clementi        | Yamaha       | 0      | Niet gestart |      |        |

## Tussenstanden na wedstrijd

### Superbike
| Pos | Nr  | Rijder        | Team    | Punten |
| --- | --- | ------------- | ------- | ------ |
| 1   | 21  | Troy Bayliss  | Ducati  | 319    |
| 2   | 1   | Colin Edwards | Honda   | 295    |
| 3   | 155 | Ben Bostrom   | Ducati  | 276    |
| 4   | 3   | Troy Corser   | Aprilia | 238    |
| 5   | 100 | Neil Hodgson  | Ducati  | 232    |

### Supersport
| Pos | Nr | Rijder        | Team     | Punten |
| --- | -- | ------------- | -------- | ------ |
| 1   | 2  | Paolo Casoli  | Yamaha   | 122    |
| 2   | 8  | Andrew Pitt   | Kawasaki | 116    |
| 3   | 1  | Jörg Teuchert | Yamaha   | 113    |
| 4   | 11 | Kevin Curtain | Honda    | 90     |
| 5   | 7  | Pere Riba     | Honda    | 83     |

1997 · 2000 · 2001 · 2002 · 2003 · 2004